# Markluft
Markluft är den luft som finns i markens vattenfria porer (främst makroporer). Markluften innehåller konstant ca 78 % kväve (precis som vanlig luft). Däremot varierar syrgashalten och koldioxidhalten kraftigt i markluften, beroende på bl.a. utbytet med atmosfären. Dåligt luftutbyte med atmosfären (till exempel vid skorpbildning), leder till syrgasbrist och höga halter koldioxid.